# Бодяк
Бодя́к (лат. Círsium) — род многолетних или двулетних травянистых растений семейства Астровые, или Сложноцветные (Asteraceae).

## Название
Бодяк как распространённое сорное растение входит в обширную группу так называемых волчцов, таксонов (как родов, так и отдельных видов растений), имеющих некий общий набор взаимозаменяемых народных обиходных названий. Кроме бодяка, в частности в эту группу колючих и рослых сорняков входят: Репешок (Agrimonia), Лопух (Arctium), Чертополох (Carduus), Колючник (Carlina), Осот (Sonchus), Мордовник (Echinops), Синеголовник (Eryngium), некоторые виды Девясила (Inula), Зопник (Phlomis), Татарник (Onopordon) и Дурнишник (Xanthium).:т.IV:1037-1038 Таким образом, бодяк в разговорной речи или художественной прозе нередко называют не только осотом (и наоборот), но точно так же могут назвать чертополохом или татарником.

## Ботаническое описание
Травы с прямостоящими стеблями. Листья простые, листорасположение очередное.
Соцветия формируют корзинки округло-яйцевидной или яйцевидно-продолговатой формы, размером от 10 до 60 (70) мм в диаметре, расположенные одиночно на верхушках побегов или в пазухах.
Цветки с актиноморфным околоцветником, число лепестков 5 или 7 и более.
Плоды сухие семянки, сплющенные, 3—5 мм длиной, желтовато-бурого цвета, зачастую увенчаны хохолком из перистых волосков, собранных при основании в колечко.

## Значение и применение
Произрастает в лесах и на лугах, иногда проникает в посевы, бодяк полевой считается злостным сорняком.
Многие виды — медоносы. Отдельные виды пригодны для употребления в пищу, бодяк огородный может использоваться для приготовления салатов и супов. В декоративном цветоводстве открытого грунта используются бодяк бесстебельный (Cirsium acaule) и бодяк двуиглый (Cirsium diacanthum)

## Классификация

### Таксономия[4]
Cirsium Mill., 1754, Gard. Dict. Abr., ed. 4. [334]
Род Бодяк относится к семейству Астровые (Asteraceae) порядка Астроцветные (Asterales). Кладограмма в соответствии с Системой APG IV:
|  |                                      |  |                                   |                                   |                    |  | ещё 10 семейств |               |               |                                                                                  |
|  |                                      |  |                                   |                                   |                    |  |                 |               |               | 511 подтверждённых и 521 в статусе «непроверенных» видов и инфравидовых таксонов |
|  |                                      |  |                                   | порядок Астроцветные              |                    |  |                 |               | род Бодяк     |                                                                                  |
|  |                                      |  |                                   | порядок Астроцветные              |                    |  |                 |               | род Бодяк     |                                                                                  |
|  | отдел Цветковые, или Покрытосеменные |  |                                   |                                   | семейство Астровые |  |                 |               |               |                                                                                  |
|  | отдел Цветковые, или Покрытосеменные |  |                                   |                                   |                    |  |                 |               |               |                                                                                  |
|  |                                      |  | ещё 63 порядка цветковых растений | ещё 63 порядка цветковых растений |                    |  |                 | ещё 1804 рода | ещё 1804 рода |                                                                                  |
|  |                                      |  |                                   | ещё 63 порядка цветковых растений |                    |  |                 |               | ещё 1804 рода |                                                                                  |

## Виды
Некоторые из них:
- Cirsium acaule (L.) Weber ex F.H.Wigg. — Бодяк бесстебельный
- Cirsium adjaricum Sommier & Levier — Бодяк аджарский
- Cirsium aduncum Fisch. & C.A.Mey. ex DC. — Бодяк крючковидный
- Cirsium aggregatum Ledeb. — Бодяк скученный
- Cirsium alatum (S.G.Gmel.) Bobrov — Бодяк крылатый
- Cirsium albertii Regel & Schmalh. — Бодяк Альберта
- Cirsium albowianum Sommier & Levier — Бодяк Альбова
- Cirsium arachnoideum (M.Bieb.) M.Bieb. — Бодяк паутинистый
- Cirsium argillosum Petrov ex Kharadze — Бодяк глинистый
- Cirsium arvense (L.) Scop. — Бодяк полевой
  - [syn.  Cirsium setosum (Willd.) Besser]➤
- Cirsium badakhschanicum Kharadze — Бодяк бадахшанский
- Cirsium balkharicum Kharadze — Бодяк балкарский
- Cirsium bornmuelleri Sint. ex Bornm. — Бодяк Борнмюллера
- Cirsium bracteosum DC. — Бодяк прицветниковый
- Cirsium brevipapposum Czerniak. — Бодяк короткохохолковый
- Cirsium buschianum Kharadze — Бодяк Буша
- Cirsium canum (L.) All. — Бодяк серый
- Cirsium caput-medusae Sommier & Levier
- Cirsium caucasicum Petr. — Бодяк кавказский
- Cirsium cephalotes Boiss. — Бодяк головчатый
- Cirsium charkeviczii Barkalov — Бодяк Харкевича
- Cirsium chlorocomos Sommier & Levier — Бодяк зелёноверхий
- Cirsium ciliatum (Murray) Moench — Бодяк реснитчатый
- Cirsium coryletorum Kom. — Бодяк лещинниковый
- Cirsium czerkessicum Kharadze — Бодяк черкесский
- Cirsium daghestanicum Kharadze — Бодяк дагестанский
- Cirsium dealbatum M.Bieb. — Бодяк беловатый
- Cirsium decussatum Janka — Бодяк перекрёстнопарный
- Cirsium echinus (M.Bieb.) Hand.-Mazz. — Бодяк игольчатый, или Бодяк ежовый
- Cirsium erisithales (Jacq.) Scop. — Бодяк клейкий
- Cirsium erythrolepis K.Koch — Бодяк красночешуйный
- Cirsium esculentum (Siev.) C.A.Mey. — Бодяк съедобный
- Cirsium euxinum Kharadze — Бодяк чёрноморский
- Cirsium fominii Petr. — Бодяк Фомина
- Cirsium gagnidzei Kharadze — Бодяк Гагнидзе
- Cirsium glabrifolium (C.Winkl.) O.Fedtsch. & B.Fedtsch. — Бодяк гололистный
- Cirsium helenioides (L.) Hill — Бодяк девясиловидный
- Cirsium heterophyllum (L.) Hill typus[1] — Бодяк разнолистный
- Cirsium hypoleucum DC. — Бодяк снизу-белый
- Cirsium imereticum Boiss. — Бодяк имеретинский
- Cirsium isophyllum (Petr.) Grossh. — Бодяк войлочный
- Cirsium kamtschaticum Ledeb. ex DC. — Бодяк камчатский
- Cirsium komarovii Schischk. — Бодяк Комарова
- Cirsium kosmelii (Adams) Fisch. ex Hohen. — Бодяк космелиевый
- Cirsium lamyroides Tamamsch. — Бодяк ламировидный
- Cirsium lanceolatum (L.) Hill — Бодяк ланцетолистный
- Cirsium laniflorum (M.Bieb.) Fisch. — Бодяк шерстистоцветковый
- Cirsium macrobotrys (K.Koch) Boiss. — Бодяк крупнокистевой
- Cirsium macrocephalum C.A.Mey. — Бодяк крупноголовый
- Cirsium oblongifolium K.Koch — Бодяк продолговатолистный
- Cirsium obvallatum (M.Bieb.) Fisch. — Бодяк окутанный
- Cirsium oleraceum (L.) Scop. — Бодяк огородный, или Бодяк овощной
- Cirsium osseticum (Adams) Petr. — Бодяк осетинский
- Cirsium palustre (L.) Coss. ex Scop. — Бодяк болотный
- Cirsium pannonicum (L.f.) Link — Бодяк паннонский, или Бодяк венгерский
- Cirsium pectinellum A.Gray — Бодяк гребенчатый
- Cirsium pendulum Fisch. ex DC. — Бодяк повислый, или Бодяк поникший
- Cirsium pseudolappaceum Kharadze — Бодяк ложно-лопуховый
- Cirsium pubigerum (Desf.) DC. — Бодяк безволосый
- Cirsium rhizocephalum C.A.Mey. — Бодяк корнеголовчатый
- Cirsium rigidum DC. — Бодяк твёрдый
- Cirsium rivulare (Jacq.) All. — Бодяк ручейный, или Бодяк приручейный
- Cirsium roseolum Gorl. — Бодяк розоватый
- Cirsium sairamense (C.Winkl.) O.Fedtsch. & B.Fedtsch. — Бодяк сайрамский
- Cirsium schantarense Trautv. & C.A.Mey. — Бодяк шантарский
- Cirsium semenovii Regel — Бодяк Семёнова
- Cirsium serratuloides (L.) Hill — Бодяк серпуховидный
- Cirsium serrulatum (M.Bieb.) Fisch. — Бодяк мелкопильчатый, или Бодяк мелкозубчатый
- Cirsium simplex C.A.Mey. — Бодяк простой
- Cirsium sosnowskyi Kharadze — Бодяк Сосновского
- Cirsium strigosum (M.Bieb.) Fisch. — Бодяк жёсткощетинистый
- Cirsium svaneticum Sommier & Levier — Бодяк сванетский
- Cirsium sychnosanthum Petr. — Бодяк многоцветковый
- Cirsium turkestanicum (Regel) Petr. — Бодяк туркестанский
- Cirsium ukranicum Besser ex DC. — Бодяк украинский
- Cirsium uliginosum (M.Bieb.) Fisch. — Бодяк топяной
- Cirsium vlassovianum Fisch. ex DC. — Бодяк Власова
- Cirsium vulgare (Savi) Ten. — Бодяк обыкновенный
- Cirsium waldsteinii Rouy — Бодяк Вальдштейна

По информации базы данных The Plant List, вид Бодяк щетинистый (Cirsium setosum (Willd.) Besser) признан синонимом вида Бодяк полевой (Cirsium arvense (L.) Scop.).

### Гибриды
- Cirsium ×canalense
- Cirsium ×crassum
- Cirsium ×erosum
- Cirsium ×iowense
- Cirsium ×vancouverense